# Athletes steindachneri
Athletes steindachneri är en fjärilsart som beskrevs av Hans Rebel 1904. Athletes steindachneri ingår i släktet Athletes och familjen påfågelsspinnare. Inga underarter finns listade i Catalogue of Life.